# 187
187（百八十七、ひゃくはちじゅうなな）は自然数、また整数において、186の次で188の前の数である。

## 性質
- 187は合成数であり、約数は 1, 11, 17, 187 である。
  - 約数の和は216。
    - 約数の和が立方数になる7番目の数である。1つ前は159、次は381。

  - 143番目の不足数である。1つ前は185、次は188。
    - 合成数において100番目の不足数である。1つ前は185、次は188。(オンライン整数列大辞典の数列 A125493)
- 187 = 11 × 17
  - 素因数の和が完全数になる3番目の数である。1つ前は138、次は266。
  - 61番目の半素数である。1つ前は185、次は194。
- 1/187 = 0.0053475935828877… (下線部は循環節で長さは16)
  - 逆数が循環小数になる数で循環節が16になる10番目の数である。1つ前は170、次は204。
- 各位の和が16になる6番目の数である。1つ前は178、次は196。
- 187 = 32 + 32 + 132 = 52 + 92 + 92
  - 3つの平方数の和2通りで表せる44番目の数である。1つ前は181、次は195。(オンライン整数列大辞典の数列 A025322)
- 187 = 23 + 33 + 33 + 53
  - 4つの正の数の立方数の和で表せる40番目の数である。1つ前は182、次は191。(オンライン整数列大辞典の数列 A003327)
- 3桁以上の数で最大桁と最小桁で作る数で元の数を割り切れる19番目の数である。1つ前は180、次は190。(オンライン整数列大辞典の数列 A108343)
例．187 ÷ 17 = 11
  - 18…87 の形の数はすべて17の倍数である。(例．18…87 = 11…11 × 17)
- 187 = 63 − 62 + 6 + 1
  - n = 6 のときの n3 − n2 + n + 1 の値とみたとき1つ前は106、次は302。(オンライン整数列大辞典の数列 A188377)
- 187 = 142 − 9
  - n = 14 のときの n2 − 9 の値とみたとき1つ前は160、次は216。(オンライン整数列大辞典の数列 A028560)

## その他 187 に関連すること
- 第187代ローマ教皇は、ヨハネス21世（在位：1276年9月13日～1277年5月20日）である。
- 187系の鉄道車両
  - 国鉄187系電車
  - JR西日本キハ187系気動車
- ペトロ岐部と187殉教者は、2008年（平成20年）に福者に列せられたキリスト教徒。
- 年始から数えて187日目は7月6日、閏年では7月5日。
- アメリカでは、殺人のスラング。カリフォルニア州刑法187条に由来。en:187 (murder)を参照。
- 武装警察第187師団は、中国人民武装警察部隊の師団。
- ダールグレン(USS Dahlgren, DD-187/AG-91)は、アメリカ海軍の駆逐艦。
- スターン(USS Stern, DE-187)は、アメリカ海軍の護衛駆逐艦。
- スタージョン(USS Sturgeon, SS-187)は、アメリカ海軍の潜水艦。
- ロンメル(Rommel, D187)は、ドイツ海軍のミサイル駆逐艦。
- Fw 187 ファルケは、第二次世界大戦直前に試作されたドイツ空軍の戦闘機。
- ユンカースJu 187は、第二次世界大戦時に計画されたドイツ空軍の爆撃機。